# Amphigonia motisigna
Amphigonia motisigna là một loài bướm đêm trong họ Noctuidae.